# 托旺達 (堪薩斯州)
托旺達（英語：Towanda）是一個位於美國堪薩斯州巴特勒縣的城市。

## 地方資料
根據2020年美國人口普查的數據，托旺達的面積為2.38平方千米，當中陸地面積為2.37平方千米，而水域面積為0.01平方千米。當地共有人口1447人，而人口密度為每平方千米607.98人。